# 吉武美知子
吉武 美知子（よしたけ みちこ、生年月日非公表 - 2019年6月14日）は、日本の映画プロデューサーである。フランスのパリを拠点に活動した。

## 経歴
東京都出身。1980年代、フランスに渡った。2009年、映画製作会社のFILM-IN-EVOLUTIONを設立した。製作を手がけた作品に『TOKYO!』や『ユキとニナ』、『ダゲレオタイプの女』、『ライオンは今夜死ぬ』などがある。2019年6月14日、癌によりパリの病院で死去。同月20日に行われた葬儀では、ニコラ・フィリベールが弔辞を読み、ジャン＝ピエール・レオやイポリット・ジラルドらが参列した。

## フィルモグラフィー
特記のない作品は製作を担当。

### 映画
- H story（2001年） - 出演
- 不完全なふたり Un couple parfait （2005年）
- TOKYO!（2008年）
- ユキとニナ Yuki & Nina （2009年）
- 黒澤、その道 Kurosawa, la voie （2011年）
- ダゲレオタイプの女 La Femme de la plaque argentique （2016年）
- ライオンは今夜死ぬ Le lion est mort ce soir （2017年）